# Sonate pour piano no 30 de Joseph Haydn
La Sonate pour piano no 30 Hob.XVI.30 est une sonate pour pianoforte de Joseph Haydn. Composée en 1767, elle est publiée en 1788 chez Artaria.

## Structure
1. Moderato: Thème à la main gauche avec des notes répétées à la main droite précède une modulation audacieuse de la majeur à fa majeur.
2. Adagio ma non troppo
3. Finale (Allegro assaï): Rondo avec un premier couplet en ré mineur et un deuxième en la majeur.

## Source
- François-René Tranchefort, Guide de la musique de piano et clavecin, éd. Fayard, p. 400  (ISBN 2-213-01639-9)